# Radical hidroxilo
El radical hidroxilo es la molécula diatómica •
OH, formada por un átomo de hidrógeno unido mediante enlace covalente a un oxígeno, con un electrón desapareado. El radical hidroxilo es muy estable como gas diluido, pero decae muy rápidamente en fase condensada debido a su alta reactividad química. Es omnipresente en algunas situaciones.
En particular, los radicales hidroxilo se producen a partir de la descomposición de hidroperóxidos (ROOH) o, en la química atmosférica, por la reacción de  oxígeno atómico en estado excitado con agua. También es importante en el campo de la química de la radiación, ya que conduce a la formación de peróxido de hidrógeno y oxígeno, que pueden potenciar la corrosión y el agrietamiento por corrosión bajo tensión en sistemas de refrigeración sometidos a entornos radiactivos. 
El electrón no apareado del radical hidroxilo se representa oficialmente con un punto medio, •, junto al símbolo O del oxígeno.

## Estructura y enlace
La distancia O-H es 0,97 Å. La frecuencia vibratoria O-H es 3570 cm-1. Estos datos son muy similares a los de la molécula de agua. El radical reside en el átomo de oxígeno. Con nueve electrones, la estructura electrónica del radical hidroxilo se describe por (1s)2(2sσ)2(2pσ)2(2pπ)3.
El momento angular electrónico a lo largo del eje molecular es +1 o −1, y el momento angular de espín electrónico S=. Debido al acoplamiento órbita-espín, el momento angular de espín puede orientarse en direcciones paralelas o antiparalelas al momento angular orbital, produciendo la división en los estados Π1⁄2 y Π 3⁄2 . El estado fundamental 2Π3⁄2 de •OH se divide mediante una interacción de duplicación lambda (una interacción entre la rotación de los núcleos y el movimiento de los electrones no apareados alrededor de su órbita). La interacción hiperfina con el espín desapareado del protón divide aún más los niveles.

## Producción
Los radicales hidroxilo pueden ser generados de varias maneras.

### Fotólisis de H2O2
La fotólisis por láser del peróxido de hidrógeno se produce con un rendimiento cuántico de 0,4-0,5:
H
2O
2   →   2 HO·
La recombinación de los radicales hidroxilo se produce con una constante de velocidad de segundo orden de 4.7 × 109 M−1s−1 (25 °C).
Los radicales hidroxilo sufren una serie de reacciones con el peróxido de hidrógeno, dando inicialmente el radical hidroperoxo:
H
2O
2  +  HO·   →   H
2O  +  HO
2·
y regenerando posteriormente el radical hidroxilo junto con el oxígeno:
H
2O
2  +  HO
2·   →   H
2O  +  O
2  +  HO·

### Reacción de Fenton
La reacción de Fenton produce radicales hidroxilo mediante esta estequiometría:
H
2O
2  +  Fe+
2  →   HO·  +  FeOH+
2
En esta ecuación, Fe2+ es el complejo acuo [Fe(H2O)6]2+ y  FeOH2+ es un derivado férrico [Fe(OH)(H2O)5]2+.  La reacción suele llevarse a cabo a pH=3-4, y se produce con la precipitación concomitante de hidróxido de hierro sólido.  Se han desarrollado muchas variaciones de este proceso, como el uso del complejo ferroso de EDTA.  El complejante con EDTA permite generar radicales hidroxilo a pH=7, lo que es compatible con el ADN y otras biomoléculas.  Este método se utiliza en la técnica de la huella de ADN.

### Radiolisis
La radiólisis por pulsos del agua produce radicales hidroxilo así como electrones solvatados.
H
2O  →  e−
 + H
2O+

H
2O+
  →  HO· + H+

El enfriamiento se produce por la formación de peróxido de hidrógeno y la formación de iones hidróxido:
 HO· + e−
  →  OH−

## Reacciones químicas y bioquímicas
El radical hidroxilo reacciona casi a velocidades de difusión con todos los compuestos orgánicos.  Por lo tanto, es el miembro más peligroso de las especies reactivas de oxígeno.  En una manifestación de esta reactividad, el radical hidroxilo contribuye significativamente in vivo al daño del ADN.  El radical hidroxilo puede causar numerosos tipos de daños en las bases nucleotídicas del ADN (por ejemplo, la formación de 8-Oxo-2'-desoxiguanosina), así como daños en la desoxirribosa, roturas de cadena y enlaces cruzados entre cadenas. El daño oxidativo del ADN desempeña un papel importante en el origen y la progresión de varias enfermedades humanas, principalmente el cáncer, pero también las enfermedades neurodegenerativass y la aterosclerosis.

## Purificación del agua
Los radicales hidroxilo desempeñan un papel clave en la destrucción oxidativa de contaminantes orgánicos mediante una serie de metodologías conocidas colectivamente como procesos de oxidación avanzada (AOP, por sus siglas en inglés). La destrucción de contaminantes en los AOP se basa en la reacción no selectiva de los radicales hidroxilo sobre los compuestos orgánicos. Es muy eficaz contra una serie de contaminantes, como pesticidas, compuestos farmacéuticos, tintes, etc.

## Atmósfera
El radical hidroxilo es omnipresente en la atmósfera y su comportamiento rige gran parte de la química atmosférica. Aunque su tiempo de vida es de aproximadamente 1 segundo, el radical hidroxilo -OH es reactivo frente a muchos componentes de la atmósfera, incluyendo metano, dióxido de azufre, monóxido de carbono, óxidos de nitrógeno y cualquier compuesto orgánico.  Se calcula que el hidroxilo atmosférico elimina anualmente 3,7 gigatoneladas de gases.  Además de los gases enumerados anteriormente, otros gases destruidos son los HFC y HCFC.
Comprender el papel del •OH en el proceso de oxidación del metano (CH4) presente en la atmósfera, primero a monóxido de carbono (CO) y luego a dióxido de carbono (CO 2) es importante para evaluar el tiempo de residencia de este gas de efecto invernadero, el presupuesto de carbono general de la troposfera y su influencia en el proceso de calentamiento global. La vida útil de los radicales •OH en la atmósfera terrestre es muy corta, por lo que las concentraciones de •OH en el aire son muy bajas y se requieren técnicas muy sensibles para su detección directa. Las concentraciones promedio globales de radicales hidroxilo se han medido indirectamente analizando el metilcloroformo (CH3CCl3) presente en el aire. Los resultados obtenidos por Montzka et al. (2011) muestran que la variabilidad interanual en la concentración de •OH, estimada a partir de mediciones de CH3CCl3 es pequeña, lo que indica que el •OH global generalmente está bien protegido contra las perturbaciones. Esta pequeña variabilidad es consistente con las mediciones de metano y otros gases traza oxidados principalmente por •OH, así como con los cálculos del modelo fotoquímico global.
En 2014, los investigadores informaron sobre el descubrimiento de un "agujero" o ausencia de hidroxilo en toda la profundidad de la troposfera en una gran región del Pacífico occidental tropical. Sugirieron que este agujero está permitiendo que grandes cantidades de sustancias químicas que degradan el ozono lleguen a la estratosfera, y que esto puede estar reforzando significativamente el agotamiento del ozono en las regiones polares con posibles consecuencias para el clima de la Tierra.

## Astronomía
Conviene distinguir dos tipos de nubes interestelares: nubes difusas, con T = 30–100 K y n  = 10–1000 cm−3, y nubes densas, con T = 10–30 K y densidad 104–103 cm−3}}. 
La primera prueba experimental de la presencia de líneas de absorción de 18 cm de longitud de onda, propias del radical hidroxilo (-OH), tuvo lugar en el espectro de absorción de radioondas procedentes de Casiopea A, que fue obtenido por Weinreb et al. basada en observaciones realizadas durante el periodo del 15 al 29 de octubre de 1963. Los informes sobre el radical hidroxilo interestelar continuaron en serio en las décadas de 1960 y 1970. 

### Vías de producción en el medio interestelar
El radical •OH está relacionado con la producción de H2O en nubes moleculares. Estudios de distribución de •OH en la Nube Molecular Taurus-1 (TMC-1) sugieren que en gases densos, los radicales •OH se forman principalmente por recombinación disociativa de H3O+. La recombinación disociativa es la reacción en la que un ion molecular se recombina con un electrón y se disocia en fragmentos neutros. Los mecanismos de formación más importantes de •OH son:    
| H3O+ + e− → •OH + H2 | \| \| \| \| \| \| \| \| | (Recombinación disociativa : 1a) |
|                      |                         |                                  |
|                      |                         |                                  |

| H3O+ + e− → •OH + •H + •H | \| \| \| \| \| \| \| \| | (Recombinación disociativa: 1b) |
|                           |                         |                                 |
|                           |                         |                                 |

| HCO+ 2 + e− → •OH + CO | \| \| \| \| \| \| \| \| | (Recombinación disociativa: 2a) |
|                        |                         |                                 |
|                        |                         |                                 |

| •O + HCO → •OH + CO | \| \| \| \| \| \| \| \| | (Mecanismo neutral–neutral: 3a) |
|                     |                         |                                 |
|                     |                         |                                 |

| H− + H3O+ → •OH + H2 + •H | \| \| \| \| \| \| \| \| | (Neutralización ion–ion molecular : 4a) |
|                           |                         |                                         |
|                           |                         |                                         |

### Vías de destrucción en el medio interestelar
En las nubes interestelares pueden formarse  pequeñas moléculas neutras mediante reacciones con radicales •H y •OH.
La formación de O2 se produce en fase gaseosa a través de la reacción de intercambio neutro entre O y •OH, que también es el principal sumidero de radicales •OH en regiones densas.
El oxígeno atómico interviene tanto en la producción como en la destrucción de radicales •OH, por lo que la abundancia de •OH depende principalmente de la abundancia de H3 +. Entonces, las vías químicas más importantes que eliminan los radicales •OH son:
| •OH + O → O2 + •H | \| \| \| \| \| \| \| \| | (Intercambio neutro: 1A ) |
|                   |                         |                           |
|                   |                         |                           |

| •OH + C+ → CO+ + •H | \| \| \| \| \| \| \| \| | (Intercambio ion–neutro: 2A) |
|                     |                         |                              |
|                     |                         |                              |

| •OH + •N → NO + •H | \| \| \| \| \| \| \| \| | (Intercambio neutro: 3A ) |
|                    |                         |                           |
|                    |                         |                           |

| •OH + C → CO + •H | \| \| \| \| \| \| \| \| | (Intercambio neutro: 4A) |
|                   |                         |                          |
|                   |                         |                          |

| •OH + •H → H2O + fotón | \| \| \| \| \| \| \| \| | (Intercambio neutro: 5A) |
|                        |                         |                          |
|                        |                         |                          |

### Constantes de velocidad y velocidades relativas para los principales mecanismos de formación y destrucción
Las constantes de velocidad se pueden derivar del conjunto de datos publicado en un sitio web. Las constantes de velocidad tienen la forma:
k(T) = α(T300)β  × exp(−γT) cm3 s−1
La siguiente tabla tiene las constantes de velocidad calculadas para una temperatura típica en una nube densa T=10K.
| Reacción | k para T = 10 K (cm3·s−1) |
| -------- | ------------------------- |
| 1a       | 3.29×10-6                 |
| 1b       | 1.41×10-7                 |
| 2a       | 4.71×10-7                 |
| 3a       | 5.0×10-11                 |
| 4a       | 1.26×10-6                 |
| 5a       | 2.82×10-6                 |
| 1A       | 7.7×10-10                 |
| 2A       | 3.5×10-11                 |
| 3A       | 1.38×10-10                |
| 4A       | 1.0×10-10                 |
| 5A       | 3.33×10-14                |
Las tasas de formación rix se pueden obtener utilizando las constantes de velocidad k(T) y las abundancias de las especies de reactivos C y D:
{{math|rix = k(T)ix[C][D]} }
donde [Y] representa la abundancia de la especie Y. En este enfoque, las abundancias se tomaron de la Base de datos UMIST para astroquímica 2006, y los valores son relativos a la densidad de H2. La siguiente tabla muestra la relación rixr1a para poder tener una visión de las reacciones más importantes.
|     | r1a | r1b   | r2a   | r3a   | r4a      | r5a   |
| --- | --- | ----- | ----- | ----- | -------- | ----- |
| r1a | 1.0 | 0.043 | 0.013 | 0.035 | 3.6×10-5 | 0.679 |
Los resultados sugieren que la reacción 1a es la reacción más prominente en las nubes densas. Está en concordancia con los resultados de Harju et al. 2000.
La siguiente tabla muestra los resultados realizando el mismo procedimiento para la reacción de destrucción:
|     | r1A | r2A       | r3A   | r4A      | r5A       |
| --- | --- | --------- | ----- | -------- | --------- |
| r1A | 1.0 | 6.14×10-3 | 0.152 | 3.6×10-5 | 4.29×10-3 |
Los resultados confirman que la reacción 1A es el principal sumidero de radicales •OH en nubes densas.

### Observaciones interestelares
Los descubrimientos de los espectros de microondas de un número considerable de moléculas demuestran la existencia de moléculas bastante complejas en las nubes interestelares y brindan la posibilidad de estudiar nubes densas, que quedan oscurecidas por el polvo que contienen. La molécula (radical ) •OH ha sido observada en el medio interestelar desde 1963 a través de sus transiciones de 18 cm de longitud de onda.< ref>Dieter, N. H.; Ewen, H. I. (18 de enero de 1964). «Observaciones de radio de la línea interestelar HO a 1.667 Mc/s». Nature 201 (4916): 279-281. Bibcode:1964Natur.201..279D. S2CID 4163406. doi:10.1038/201279b0.</ref> En los años siguientes, •OH fue observado por sus transiciones rotacionales en longitudes de onda del infrarrojo lejano, principalmente en la región de Orión. Debido a que cada nivel rotacional de •OH se divide mediante la duplicación lambda, los astrónomos pueden observar una amplia variedad de estados de energía desde el estado fundamental.

#### Trazador de condiciones de choque
Se requieren densidades muy altas para termalizar las transiciones rotacionales de •OH, por lo que es difícil detectar líneas de emisión en el infrarrojo lejano desde una nube molecular inactiva. Incluso con densidades de H2 de 106cm−3, el polvo debe ser ópticamente espeso en longitudes de onda infrarrojas. Pero el paso de una onda de choque a través de una nube molecular es precisamente el proceso que puede desequilibrar el gas molecular con el polvo, haciendo posible la observación de líneas de emisión en el infrarrojo lejano. Un choque moderadamente rápido puede producir un aumento transitorio en la abundancia de •OH en relación con el hidrógeno. Por lo tanto, es posible que las líneas de emisión de •OH en el infrarrojo lejano puedan ser un buen diagnóstico de la existencia de condiciones de choque.

#### En nubes difusas
Las nubes difusas son de interés astronómico porque desempeñan un papel primordial en la evolución y termodinámica del medio interestelar. La observación del abundante hidrógeno atómico a longitudes de onda de 21 cm ha mostrado una buena relación señal-ruido, tanto en emisión como en absorción. Sin embargo, las observaciones de la región H I (hidrógeno atómico) tienen una dificultad fundamental cuando se dirigen a regiones de baja cantidad de núcleos de hidrógeno, como en la parte central de una nube difusa: el ancho térmico de las líneas de hidrógeno es del mismo orden que las velocidades internas de las estructuras de interés, por lo que los componentes de las nubes de diversas temperaturas y distintas velocidades centrales son indistinguibles en el espectro. En principio, las observaciones de líneas moleculares no sufren este problema. A diferencia de la región H I (HI), las moléculas generalmente tienen temperatura de excitación inferiores a la temperatura cinética, Texc ≪ Tcin, por lo que la emisión es muy débil incluso en especies abundantes. CO y •OH son las moléculas candidatas más fáciles de estudiar. El CO tiene transiciones en una región del espectro (longitud de onda < 3 mm) donde no hay fuertes fuentes continuas de fondo, pero •OH tiene la emisión de 18 cm, una línea conveniente para observaciones de absorción.  Los estudios de observación proporcionan el medio más sensible para la detección de moléculas con excitación subtérmica, y puede dar la opacidad de la línea espectral, que es una cuestión central para modelar la región molecular.
Los estudios basados en la comparación cinemática de las líneas de absorción de •OH y de H I en nubes difusas son útiles para determinar sus condiciones físicas, especialmente porque los elementos más pesados proporcionan una mayor resolución de velocidad.

#### Máseres
Los máseres de •OH, un tipo de máser astrofísico, fueron los primeros en ser descubiertos en el espacio y se han observado en más entornos que cualquier otro tipo de máser.
En la Vía Láctea, los máseres de •OH se encuentran en máseres estelares (estrellas evolucionadas), máseres interestelares (regiones de formación estelar masiva) o en la interfaz entre restos de supernovas y material molecular. Los máseres de •OH interestelares se observan a menudo en el material molecular que rodea las regiones H II ultracompactas (UC H II). Pero hay máseres asociados con estrellas muy jóvenes que aún no han creado regiones UC HII. Esta clase de máseres de •OH parecen formarse cerca de los bordes de materiales muy densos. lugar donde se forman los máseres de H2O, y donde las densidades totales caen rápidamente y la radiación UV de las estrellas jóvenes puede disociar las moléculas de H2O. Por lo tanto, las observaciones de máseres de •OH en estas regiones pueden ser una forma importante de sondear la distribución de la importante molécula H2O en choques interestelares a altas resoluciones espaciales.